# Pico do automóvel
O pico do automóvel (também conhecido como pico do uso do automóvel ou pico das viagens) é uma hipótese de que a distância percorrida por veículos motorizados per capita, predominantemente por automóveis particulares, atingiu o pico e agora cairá de forma sustentada. A teoria foi desenvolvida como uma alternativa ao modelo de saturação de mercado predominante, que sugeria que o uso do carro saturaria e então permaneceria razoavelmente constante, ou às teorias baseadas no PIB, que preveem que o tráfego aumentará novamente à medida que a economia melhorar, vinculando as recentes reduções de tráfego à Grande Recessão de 2008.
A teoria foi proposta após reduções que agora foram observadas na Austrália, Bélgica, França, Alemanha, Islândia, Japão (início da década de 1990), Nova Zelândia, Suécia, Reino Unido (muitas cidades de aproximadamente 1994) e Estados Unidos. Um estudo realizado pela Volpe Transportation em 2013 observou que a média de milhas percorridas por indivíduos nos Estados Unidos tem diminuído de 900 milhas (1.400 km) por mês em 2004 para 820 milhas (1.320 km) em julho de 2012, e que o declínio continuou desde a recente recuperação da economia dos EUA.
Vários académicos escreveram em apoio à teoria, incluindo Phil Goodwin, ex-diretor dos grupos de investigação de transporte da Universidade de Oxford e da UCL, e David Metz, ex-cientista-chefe do Departamento de Transporte do Reino Unido. A teoria é contestada pelo Departamento de Transportes do Reino Unido, que prevê que o tráfego rodoviário no Reino Unido crescerá 50% até 2036, e pelo professor Stephen Glaister, diretor da Fundação RAC, que afirma que o tráfego começará a aumentar novamente à medida que a economia melhorar. Ao contrário do pico do petróleo, uma teoria baseada na redução da capacidade de extração de petróleo devido ao esgotamento dos recursos, o pico do automóvel é atribuído a causas mais complexas e menos compreendidas.

## História

### Modelo de saturação
A ideia de que a posse de automóveis atingiria um nível de saturação e deixaria de crescer mais existe desde pelo menos 1925, quando, por exemplo, Miller McClintock observou que "[a] estimativa mais amplamente aceite do ponto de saturação é de cinco para um, ou seja, um automóvel para cada cinco pessoas". McClintock também previu o tráfego induzido: "a densidade do tráfego sempre se aproximará de um ponto de saturação completa. [Um] aumento na capacidade das ruas... não reduzirá a densidade do tráfego, pois os lugares assim disponibilizados serão ocupados por aqueles motoristas que podem ser considerados à margem da conveniência".
Em Traffic in Towns, um relatório produzido em 1963 para o Ministério dos Transportes do Reino Unido, o professor Sir Colin Buchanan sugeriu que o tráfego ficaria saturado no início do século XXI. Tem sido certamente utilizado na previsão oficial do tráfego desde a década de 1970, por exemplo num estudo do Governo do Reino Unido realizado por Tulpule (1973), que previu que a posse de automóveis atingiria o seu nível máximo por volta de 2010, com a utilização de automóveis a mostrar pouco crescimento posterior a partir desse ponto.
Numa série de comparações internacionais que começaram em 1993 e continuaram até à sua morte em 2011, o investigador americano Lee Schipper e os seus colegas notaram que o crescimento do tráfego automóvel tinha abrandado ou cessado em várias economias desenvolvidas.

### Teoria do "pico do automóvel"
A hipótese do "pico do automóvel" foi proposta após declínios no tráfego durante o pico matinal terem sido observados em meados da década de 1990 em alguns lugares e ao nível nacional desde cerca de 2008. O Local Transport Today, um jornal científico profissional de transportes do Reino Unido, relatou que o número de "tráfego de automóveis de pico" que entra nos centros urbanos da Grã-Bretanha durante as horas de ponta da manhã diminuiu significativamente nos últimos dez anos; das 21 áreas estudadas, todas, exceto Leeds, registaram quedas. O tráfego em Londres durante o período de pico da manhã caiu 28% entre 1994 e 2003, quando a taxa de congestionamento de Londres foi introduzida, e mais 12% em 2004. As viagens de carro para Birmingham durante o horário de pico da manhã caíram 29% entre 1995 e 2003.
Entre junho e setembro de 2010, o Professor Phil Goodwin publicou uma série de artigos na imprensa profissional de transportes do Reino Unido, sugerindo que os dados não mostravam apenas um patamar nas milhas percorridas por veículos, mas sim um declínio na utilização global de automóveis per capita. Estes artigos foram posteriormente compilados e atualizados num artigo científico por Goodwin, publicado em 2011.
David Metz, do University College de Londres e antigo cientista chefe do Departamento de Transportes do Reino Unido, observou que "o pico de utilização do automóvel chegou e passou [no Reino Unido] há pelo menos 15 anos, quando nenhum de nós reparou". Publicou então artigos em 2010 e 2012 sugerindo que as previsões de crescimento do Departamento estavam erradas porque no Reino Unido já tinha sido atingido um pico de saturação.
Em novembro de 2010, Millard-Ball e Schipper apresentaram dados que confirmam a tendência em cidades de oito países: Estados Unidos, Canadá, Suécia, França, Alemanha, Reino Unido, Japão e Austrália. Newman e Kenworthy publicaram um artigo em junho de 2011 sugerindo que o efeito também era válido para a Austrália.
Em 2016, vários artigos lançaram dúvidas sobre o fenómeno do pico do automóvel, demonstrando que os fatores económicos e sociodemográficos são responsáveis pela maior parte ou pela totalidade das desacelerações observadas. Estatísticas recentes nos EUA mostram que o total de milhas percorridas por veículos (VMT) aumentou após vários anos de declínio, embora o VMT per capita permaneça abaixo do seu máximo histórico.

## Causas propostas
Existem especulações sobre as causas do declínio no uso de automóveis. Analistas como Newman bem como as opiniões expressas na revista editada por Melia intitulada World Transport Policy and Practice apontam para várias causas inter-relacionadas. Os fatores incluem:
1. Orçamentos de tempo de viagem, um limite psicológico teórico que sugere uma restrição a longo prazo sobre a quantidade de tempo que as pessoas alocam para viajar de cerca de uma hora por dia. Os estudos que utilizam este conceito (embora nem sempre definidos da mesma forma) incluíram os de Zahavi (1974),[26] Mogridge (1983)[27] e Metz (2010), que sugeriu que a saturação decorreria naturalmente da observação de que o acesso aos destinos aumentava com o quadrado da velocidade, mas era compensado pela tendência de cada escolha adicional de destino oferecer cada vez menos benefícios extras. Uma versão foi sugerida por Marchetti, às vezes chamada de 'O Muro de Marchetti'; quando as cidades se tornam mais de "uma hora de largura", elas param de crescer ou tornam-se disfuncionais, ou ambos.[28]
2. O crescimento dos transportes públicos. Por exemplo, as viagens ferroviárias no Reino Unido estão a passar por um renascimento, segundo um ponto de vista.[29] Nos EUA a Amtrak registou um número recorde de passageiros para todos os anos desde 2000, com exceção de 2009.[30][31]
3. A inversão do expansão urbana e outras mudanças populacionais dos subúrbios para as cidades.[32]
4. O crescimento de uma cultura de urbanismo.
5. O envelhecimento das cidades, em especial das suas infraestruturas rodoviárias, muitas das quais se encontram no final ou perto do fim da sua vida útil prevista.
6. Aumento do preços dos combustíveis.[32]
7. Aumento dos custos de propriedade automóvel,[33] incluindo os custos de seguro e estacionamento.
8. Políticas de redução do tráfego, como a "pedestrianização" dos centros das cidades, acalmação do tráfego, estacionamento controlo, taxa de congestionamento.
9. Proliferação de diferentes formas de possuir e alugar veículos, tais como Eléctrico, Zipcar, e Whipcar,[34] além de outras opções de partilha de carros.[35]
10. Reafectação da capacidade rodoviária dos automóveis para o tráfego de bicicletas e de peões, resultando em desaparecimento do tráfego.
11. Mudanças culturais, especialmente entre os jovens para os quais a aquisição de uma carta de condução é agora vista menos como um rito de passagem chave na idade adulta, e reflecte-se nas recentes reduções da propensão dos jovens a adquirirem carta de condução. Um relatório sugere que houve uma mudança nas noções sobre status: o carro não é mais um "item de grande prestígio" como nas décadas anteriores.[34] Para os millennials e nativos digitais, há menos foco na propriedade de coisas, especialmente itens caros, como carros.[34] Os millennials vêem os carros como "meros aparelhos-desnecessários, caros que eles tentarão evitar".[35]
12. Restrições legais; por exemplo, restrições aos adolescentes que procuram carta de condução.[33]
13. Alterações demográficas; por exemplo, baby boomers conduzem menos à medida que envelhecem, de acordo com um ponto de vista.[33]
14. Fatores económicos, nomeadamente o desemprego.[32]
15. Saturação da procura no sentido de que houve um "nivelamento" de possíveis lugares para viajar de carro.[34] De acordo com esta visão, quando as redes rodoviárias estavam em expansão, havia inúmeras opções de novos lugares para conduzir, mas como as redes rodoviárias geralmente pararam de se expandir, a procura por viagens de carro aumentadas tornou-se saturada.[34]
16. Crescimento do e-commerce tais como telecompras, conferências e smartphone ou redes sociais baseadas em computador. De acordo com este ponto de vista, estes desenvolvimentos reduziram a necessidade de viajar de carro, de tal forma que o "caso de amor com o telemóvel "substituiu o" caso de amor com o carro " por uma parte da população, e que o uso generalizado de telemóveis e o Skype significava que havia menos necessidade de visitas presenciais.[32] No entanto, uma visão contrastante sugeriu que o comércio eletrónico não era um fator substancial que explicava menos viagens de carro no Estados Unidos.[33] Ainda assim, os países com maior utilização do Internet correlacionam-se com menos jovens de 20 a 24 anos obtendo cartas de condução.[32]

## Países
- Austrália[36][37][38]
- Bélgica[36]
- Canadá[36][37]
- França[37][39]
- Alemanha[36][37][39]
- Japão[36][37][39]
- Nova Zelândia[36]
- Noruega[36]
- Coreia do Sul[36]
- Espanha[36]
- Suécia[36][37][39]
- Reino Unido[37][40][41]
- Estados Unidos[42][37]